# Sijismo en Argentina
Los sijs en Argentina son una minoría religiosa en Argentina y se estima que alrededor de 300 sijs viven en el país.

## Historia

### Principios delsigloXX

#### Inmigración temprana
Los sijs en Argentina se establecieron en gran medida a principios del siglo XX para trabajar en las líneas ferroviarias que conectaban con Bolivia o en molinos azucareros británicos. Muchos sijs se enfrentaron a muchas dificultades al establecerse en Canadá y EE. UU. a principios del siglo XX debido a la política de inmigración antiasiática de los Estados Unidos y la política canadiense exclusiva para los blancos. En consecuencia, muchos sijs viajaron a Argentina en busca de oportunidades económicas. Un gran número de sijs llegaron inicialmente a Brasil antes de llegar a Argentina.

#### Racismo

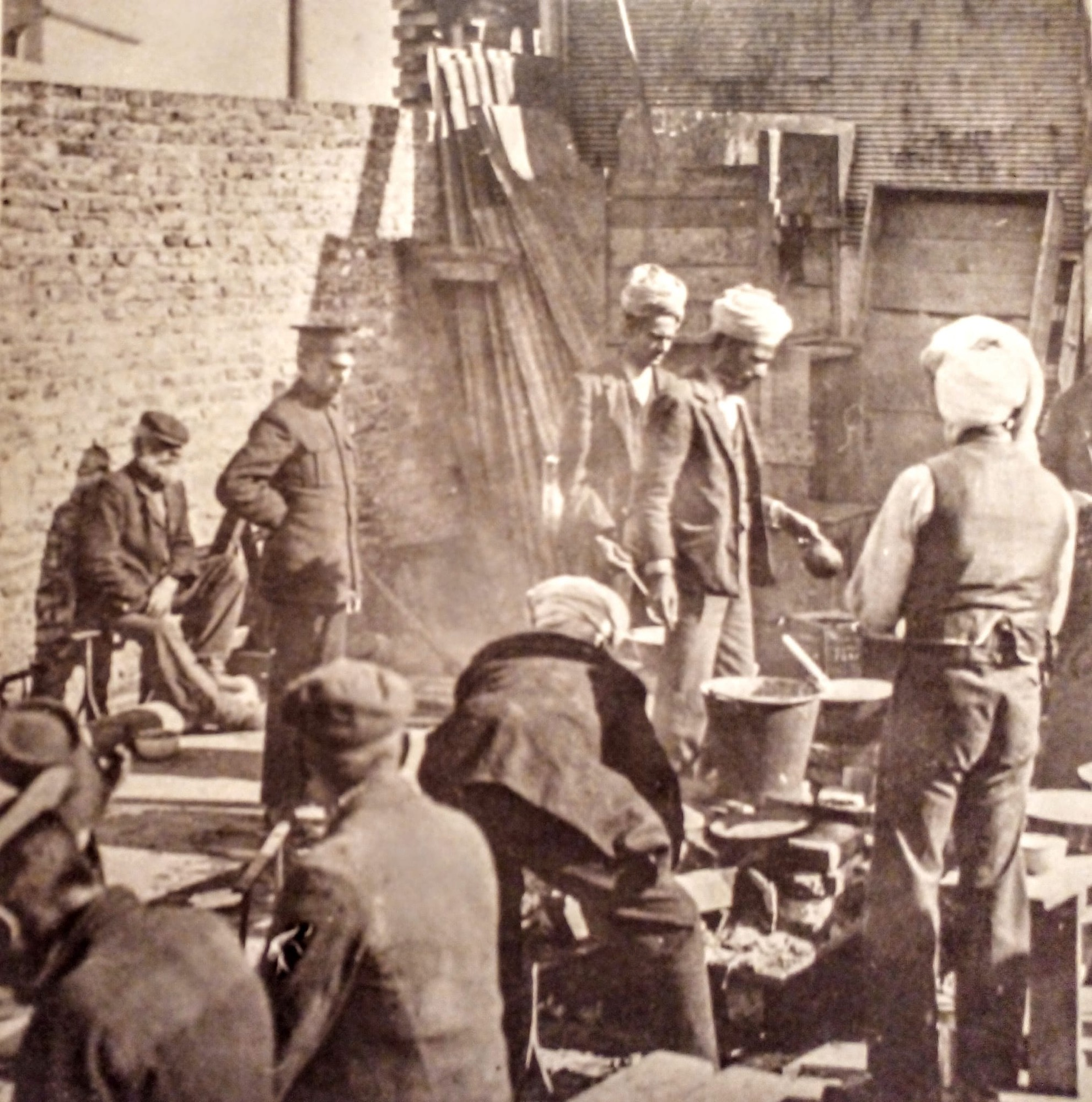
Trabajadores sij en Argentina (Circa 1912)

La afluencia de trabajadores sij en 1912, junto con inmigrantes japoneses y chinos en los años anteriores, desencadenó respuestas significativas de los políticos y funcionarios de inmigración argentinos. Estas reacciones resultaron en restricciones de entrada, esfuerzos para excluirlos del mercado laboral e intercambios diplomáticos con autoridades imperiales británicas.
En 1912, el diplomático británico Reginald Tower escribió : "Sobre la inmigración de sijs a la República Argentina, tengo el honor de informar que el Director General de Inmigración, señor Manuel Cigarraga, dirigió una carta el día 21 del presente a cada una de las compañías navieras extranjeras representadas en esta capital, instándolas a negar el paso a cualquier asiático a la República Argentina.' 

#### Movimiento Ghadar
Debido a la lucha por la independencia de la India del dominio británico, autoridades del Movimiento Ghadar visitaron a los sijs argentinos en la década de 1930.

#### Investigación
Los sijs en América Latina, incluyendo aquellos en Argentina, han sido objeto de investigación académica. En su libro Sikhs in Latin America: Travels Among the Sikh Diaspora, Swaran Singh ofrece una descripción exhaustiva de la historia y la cultura de los sijs en la región. La investigación de Singh destaca los desafíos que enfrentan los sijs en América Latina para preservar sus tradiciones religiosas y culturales y al mismo tiempo integrarse en las sociedades de acogida.

### Finales delsigloXX
En abril de 1984, el presidente de la India, Giani Zail Singh, visitó Argentina y pronunció una charla en el Congreso de Argentina. Se reunió con 100 familias del Punyab que emigraron a Argentina en 1930.

### SigloXXI
En 2018, la religión sij fue reconocida oficialmente en Argentina.
Muchos sijs poseen actualmente ranchos, empresas de transporte, supermercados y tiendas en Argentina.
Simmarpal Singh es un exitoso empresario argentino sij conocido como el "Príncipe del maní de Argentina". En 2012, su empresa Olam International tuvo ingresos anuales de 17 mil millones de dólares en Singapur.

## Demografía
La mayoría de los sijs en Argentina son inmigrantes punjabíes que llegaron en la década de 1930, o pertenecen a la comunidad 3HO. Ha habido cierta inmigración reciente de sijs de Punjab, India. Si bien la tendencia a casarse localmente ha prevalecido entre las primeras generaciones de inmigrantes sij, los inmigrantes más nuevos muestran opiniones más encontradas al respecto. Sin embargo, persiste una fuerte conexión emocional con su herencia cultural.

## Gurdwara
La comunidad sij en Argentina tiene una sola Gurdwara en Rosario de la Frontera.